# Poldové a nemluvně
Poldové a nemluvně je český rodinný komediální detektivní televizní seriál, premiérově vysílaný na ČT1 od 10. ledna do 6. dubna 2020. V hlavních rolích se představili Svatopluk Skopal, Marek Němec, Marek Adamczyk, Taťjana Medvecká a Jana Pidrmanová. Autory scénáře jsou Tomáš Baldýnský, Tomáš Chvála, Barbora Podaná a Jana Fleglová.

## Obsazení
| Svatopluk Skopal  | Karel Mlejnek    |
| Taťjana Medvecká  | Vlasta Mlejnková |
| Marek Němec       | Kamil Mlejnek    |
| Jana Pidrmanová   | Monika Mlejnková |
| Marek Adamczyk    | Petr Mlejnek     |
| Jana Kolesárová   | Eva Filippi      |
| Radek Holub       | Ruda Tengler     |
| Sofi Ann Štrérová | Eliška Mlejnková |
| Pavla Beretová    | Veronika Šmídová |
| Michal Bumbálek   | Josef            |
| Ondřej Nosálek    | Honza            |
| Tereza Volánková  | Jana Podaná      |
| Ondřej Bauer      | Luboš            |
| Jakub Špalek      | Jiří Franěk      |
| Josef Hervert     | Marek Konečný    |
| Karel Wiencek     | Kártmen          |
| Roman Slovák      | číšník           |
| Lenka Regnardová  | Mlejnková        |
| Jiří Šimek        | Douglas          |